# 슈퍼 마리오 64
《슈퍼 마리오 64》는 닌텐도가 제작한 1996년 플랫폼 게임이다. 《슈퍼 마리오》 시리즈 사상 첫 번째로 3차원 게임플레이를 선보인 작품으로, 기존의 《슈퍼 마리오》 게임플레이 및 그래픽 요소를 오픈 월드에 결합했다. 닌텐도 64 플랫폼으로 개발돼 일본서 1996년 6월 23일 처음 출시됐다.
게임 구상은 기획자 미야모토 시게루가 《스타폭스 (1993)》에 작업하던 도중 떠올린 3차원 《슈퍼 마리오》에 대한 발상에서 출발했다. 개발기간은 약 3년으로 게임설계에 1년, 카메라 시스템을 필두로한 실제작에 1년 가량 소모됐다. 닌텐도 내 부서 닌텐도 정보개발본부가 제작을 전담했으며 개발진은 당시 시도가 드물었던 3D 캐릭터 모델링 및 스프라이트 움직임을 연마해야 했다. 게임 음악은 곤도 고지가 담당했으며 효과음은 이나가키 요지가 녹음했다.
《슈퍼 마리오 64》는 1996년 E3 박람회에서 대대적인 광고를 시행해 게임언론과 청중 모두에게 기대를 받았다. 출시 당시 기술력, 그래픽, 레벨 디자인과 게임플레이 등으로 전폭적인 호평을 받았으나 카메라 시점이 비판을 받았다. 전세계 판매량은 2015년 기준 1200만 장으로 닌텐도 64 역사상 가장 많이 팔린 게임이다.
후향적 관점에서 《슈퍼 마리오 64》는 역동적인 카메라 시스템과 360도 아날로그 스틱 지원을 통해 3차원 플랫폼 게임에 지대한 영향을 끼친 작품으로 꼽힌다. 2004년에 닌텐도 DS로 리메이크 《슈퍼 마리오 64 DS》가 발매됐으며 그 외 원작은 디지털 플랫폼으로 여러 차례 재발매됐다.

## 스토리
어느 날, 마리오 앞으로 피치 공주가 보낸 초대장이 도착했다. 마리오는 기뻐하며 성으로 향한다. 그러나 성은 정적에 싸여 있는 것이 무언가 이상하다. 그 뿐만 아니라 마리오가 성에 들어가자 어디에선가 쿠파의 목소리가 들려온다. 쿠파는 성을 지키는 파워 스타를 빼앗아 그 힘으로 피치 공주와 키노피오 일행을 그림 안 세계로 데려가 버린 것이다. 이대로는 성을 쿠파에게 빼앗겨 버린다. 마리오는 그림 속 세계로 모험을 떠나 파워 스타를 되찾고 쿠파를 물리쳐 피치 공주와 친구들을 구해낸다.

## 스테이지 및 공략
전체 15개의 스테이지와 120개의 스타가 있다.

### 1. 폭탄병의 전쟁터
입장 조건: 제약 없음

입장 방법: 처음에 피치성에 들어가면 유일하게 들어갈 수 있는 방이 가장 왼쪽방인데 여기로 들어가면 까만폭탄병 액자가 있다. 여기가 코스1이다.
1-1. 산꼭대기 킹폭탄: 산꼭대기로 가서 킹폭탄과 대결을 한다. 킹폭탄 뒤로 가서 3번 들었다 던지면 클리어.
1-2. 불타는 엉금엉금레이스: 스테이지 시작점에 있는 거북 엉금엉금과 산꼭대기까지 달리기 시합을 해서 이기면 클리어.
1-3. 하늘 위에 떠있는 섬: 코스 중간에 하늘에 떠있는 섬이 있는데 빨간폭탄병의 대포를 열어서 거기로 가야한다.  그 섬에 가면 노란색 !박스가 있는데 터치하면 스타가 나온다.
1-4. 8개의 레드코인: 8개의 레드코인을 찾아야 한다.  가장 기본적인 레드코인 미션이므로 매우 간단한 편이다.
1-5. 날아라 날개마리오: 날개마리오 박스인 빨간색 !박스를 해금해야한다. 하늘섬에 보면 코인링이 5개 있는데 거기 중심을 대포와 날개마리오를 이용해 전부 통과하면 스타가 나온다. 대포 조준을 잘 하는 경우 5개 연속으로 통과하는 것도 가능하다.
1-6. 멍멍이 집으로: 스테이지 중간에 맹견멍멍이가 있는데 그 멍멍이의 말뚝을 엉덩이 찍기로 3번 찍으면 멍멍이가 풀려나면서 스타가 있는 철망을 부순다.

### 2. 꽈당킹의 요새
입장 조건: 스타 1개 이상

입장 방법: 1층에 스타 1개로 입장 가능한 방이 있는데 안으로 들어가면 하늘섬에 있는 요새 액자가 나온다. 여기가 코스2이다.
2-1. 분노의 꽈당킹: 요새 정상으로 가면 꽈당킹이 나오는데 꽈당킹이 엎드릴 때 엉덩이 찍기 3번하면 클리어.
2-2. 요새정상으로: 2-1단계를 클리어하면 요새 정상에 탑이 생기는데 그 탑으로 올라가면 클리어.
2-3. 대포로 날아올라: 빨간폭탄병 대포를 이용해서 스타가 있는 정면으로 날아가야한다. 이때 각도를 잘못 맞추면 그대로 떨어져 게임오버된다.
2-4. 하늘섬의 코인8개: 지상의 6개 + 하늘섬의 2개 레드코인을 얻어야 한다. 하늘섬으로 가는 방법은 요새 정상으로 가면 웬 나무기둥이 있는데 그걸 쓰러뜨리면 하늘섬으로 가는 다리가 된다.
2-5. 새장으로 낙하: 스테이지 시작점에 있는 나무를 기어오르면 부엉이가 나오는데 그 부엉이를 타고 새장으로 낙하하면 클리어.
2-6. 대포로 부숴라: 빨간폭탄병 대포를 이용해서 튀어나와있는 벽 부분을 부수면 스타가 나온다.

### 3. 해적들이 있었던 바닷가
입장 조건: 스타 3개 이상

입장 방법: 1층 가장 오른쪽에 스타 3개로 입장 가능한 방이 있는데 들어가면 침몰선 액자가 나온다. 여기가 코스3이다.
3-1. 침몰선의 비밀: 바다속에 침몰선이 있는데 그 침몰선 안으로 들어가면 상자 4개가 나오는데 순서에 맞춰서 열면 물이 빠진다. 꼭대기에 노란색 !박스를 터치하면 스타가 나온다. 이후단계부터는 배가 수면 위에 떠있다.
3-2. 나와라 거대 곰치: 바다속에 곰치가 있는데 다가가면 나온다. 이 곰치의 꼬리에 스타가 있는데 터치하면 얻을 수 있다.
3-3: 해저동굴의 보물: 바다속에 해저동굴이 있는데 그 동굴 안으로 들어가 끝까지 가면 상자 4개가 나오는데 순서에 맞춰서 열면 스타가 나온다.
3-4: 떠있는 배 위의 레드코인: 바위기둥 위, 조개 입속, 배 위에 있는 레드코인을 모아야 한다.
3-5: 날아라 바위기둥으로: 빨간폭탄병 대포를 열어서 바위기둥 중 가장 왼쪽으로 날아가면 노란색 !박스가 있는데 그걸 터치하면 스타가 나온다. DS판에서는 !박스가 없이 바로 스타가 있다.
3-6: 쏫는 물을 뚫고 들어가라: 메탈마리오 박스인 초록색 !박스를 해금해야한다. 메탈마리오가 되어서 바닷속 쏫는 물을 뚫고 스타를 얻으면 된다.

### 4. 추워추워마운틴 (Cool, cool Mountain)
입장 조건: 스타 3개 이상

입장 방법: 1층 왼쪽에 스타 3개로 입장 가능한 방이 있는데 들어가면 눈사람 액자가 3개 나오는데 이중 가운데가 코스4로 진입하는 액자다.
4-1. 슈퍼스노우슬라이더: 스테이지 시작하자마자 굴뚝이 있는데 그 굴뚝을 들어가서 슬라이더를 타고 끝까지 내려가 집 바깥으로 나가면 스타가 나온다.
4-2. 길잃은 아기펭귄: 스테이지 시작점에 아기펭귄이 있는데 그 펭귄을 데리고 산 맨 아래의 엄마펭귄 있는 곳까지 가면 엄마펭귄이 스타를 준다. 엄마펭귄 근처에 또 다른 아기펭귄이 있는데 그 펭귄을 데려다주면 자기 아기가 아니라고 스타를 안 준다.
4-3. 펭귄챔피언레이스: 스테이지 시작점의 굴뚝으로 들어가면 챔피언펭귄이 있는데 이 펭귄과 슬라이더 대결을 해서 이기면 스타를 준다. 무조건 원래 길로만 가야하며 비밀길로 갈 시 반칙을 썼다며 스타를 안 준다.
4-4. 눈 덮인 산의 레드코인: 산 속의 레드코인 8개를 모으면 된다. 빨간폭탄병 대포를 사용하는 게 유리하다.
4-5. 데굴데굴 눈사람: 스테이지 시작점과 아기펭귄 근처에 눈사람 몸통이 있는데 이 몸통을 눈사람 머리까지 안내하자. 조금이라도 빗나가면 몸통이 딴데로 굴러간다.
4-6. 슈퍼마리오벽차기: 산 아래까지 내려온 후 빨간폭탄병 대포를 이용하여 건너가서 좁은 길을 가면 벽차기 공간이 나오는데 아예 대놓고 벽차기 연습하라고 만든 공간인지 '연습만이 벽차기 발달에 도움됩니다.'라는 안내판이 있다. 마리오 벽차기 2번 해서 올라가면 스타가 있다.

### 5. 부끄부끄의 호러하우스
입장 조건: 스타 12개 이상

입장 방법: 스타를 12개 이상 모으고 1층의 중앙문으로 들어가면 지하로 향하는 문 반대방향에 부끄부끄가 생기는데 따라 나가면 부끄부끄가 돌아다니는 성 마당이 나온다. 이 중 덩치가 큰 부끄부끄가 있는데 처리하면 새장같이 생긴 코스5가 나온다. 여기 들어갈 땐 몸이 축소되어서 들어간다.
5-1. 부끄짱을 찾아라: 시작점에서 부끄부끄집 안으로 들어가 1층의 부끄부끄들을 모두 처리하면 1층 중앙공간에 부끄짱이 등장하는데 얘도 처리하면 스타가 2층에 나오면서 2층으로 가는 계단이 생긴다. 이후단계부터는 계속 이 계단이 있다.
5-2. 부끄부끄회전목마: 시작점에 부끄부끄집 한켠에 보면 작은 오두막이 있는데 거기 안으로 들어가 지하로 가면 부끄부끄 그림 6개와 회전목마가 있는데 한 그림에서는 불기둥이 나오고 다른 한 그림에서는 부끄부끄 5마리가 나오는데 모두 처리하면 부끄짱이 나온다. 이녀석도 처리하면 스타가 나온다.
5-3. 책장유령의 수수께끼: 부끄부끄집 2층에서 왼쪽 2번째 방으로 가면 책 3개가 튀어나와있는데 순서에 맞게 꽂으면 책장이 열리고 스타가 나온다.
5-4. 8개의 레드코인은 어디: 부끄부끄집 1층의 4개 + 2층의 4개 레드코인을 모두 모아야 한다.
5-5. 발코니의 부끄짱: 2층 맨 오른쪽 방 (왼쪽부터 5번째 방)에 들어가면 3층으로 갈 수 있는데 3층으로 가서 발코니로 나가면 부끄짱이 있다. 처리하면 스타가 지붕 위에 나타나는데 지붕에 올라가는 방법은 발코니에서 오른쪽 지붕으로 멀리뛰기 한 다음 거기서 가운데 지붕을 향해 기어오면 된다. 특이하게 경사가 심한 지붕인데도 기어가기가 가능하다.
5-6. 비밀방 속 거대눈: 투명마리오 박스인 파란색 !박스를 해금해야 한다. 파란색 !박스를 터치후 재빠르게 3층으로 올라가서 부끄부끄 그림속으로 들어가면 거대눈이 있는데 뱅글뱅글 돌아서 쓰러뜨리면 스타가 나온다.

### 6. 어둠속에 빠진 동굴 (Hazy Maze Cave)
입장 조건: 스타 8개 이상 + 암흑세계의 쿠파 클리어

입장 방법: 지하로 가서 어두운 복도를 들어가면 물이 차있는 지하실이 나오는데 여기서 오른쪽의 한 방으로 들어가면 알록달록 호수같은게 있는데 여기가 코스6이다.
이 맵은 미로처럼 되어있어서 지도를 보지 않으면 클리어하기가 상당히 힘들다.
맵을 간략히 설명하자면 (지도가 있는 쪽을 정면으로 정함)
시작점에서: 어둠속 큰 구멍 (왼쪽), 조작리프트장 (오른쪽)
조작리프트장에서: (어둠속 큰 구멍으로 가는) 1호 엘리베이터 (왼쪽), 연기미로 (오른쪽)
어둠속 큰 구멍에서: 바위, 2호 엘리베이터 (왼쪽), (조작리프트장으로 가는) 1호 엘리베이터 (오른쪽)
2호 엘리베이터에서: 어둠속 큰 구멍 (왼쪽), 연기미로 (오른쪽, 폐쇄), 지하호수 (아래)
지하호수에서: 폐경 (왼쪽, 폐쇄-메탈마리오로 개방 가능), 메탈동굴 (오른쪽)
6-1. 돗시의 지하호수: 시작점에서 왼쪽으로 간 후 2호 엘리베이터 지점에서 아래 지하호수로 내려가면 돗시라는 바다공룡이 나오는데 이 공룡 머리 위로 올라가서 스타가 있는 지점으로 올라가자.
6-2. 조작리프트장의 레드코인: 시작점에서 왼쪽 조작리프트장으로 가서 레드코인 8개를 모으면 클리어.
6-3. 달려라 메탈마리오: 지하호수로 가서 메탈마리오가 되어서 재빠르게 달려 물속의 !스위치를 누르면 폐경이 열린다. 안으로 들어가서 스타를 얻자. 멀리뛰기를 2번 해야하니 낙사 안 하게 주의.
6-4. 연기미로를 뚫고: 조작리프트장에서 연기미로로 들어가 2개의 탈출구 중 더 멀리 있는 곳으로 들어가면 스타가 있다.
6-5. 연기미로의 비상구: 연기미로로 간 후 2개의 탈출구 중 더 가까운 곳으로 들어가 올라가면 어둠 속 큰 구멍의 윗부분이 나오는데 거기에 스타가 있다.
6-6. 데굴데굴 바위의 비밀: 바위를 지나 지하호수 방 진입 전의 벽을 올라가면 스타가 있다.

### 7. 붉은용암랜드 (Lether Lava Land)
입장 조건: 스타 8개 이상 + 암흑세계의 쿠파 클리어

입장 방법: 물 차있는 지하실 정면에 불 그림이 있는데 여기가 코스7이다.
7-1. 왕으샤를 떨어뜨려라: 시작점에서 왼쪽으로 가서 쿠파 퍼즐을 지나 계속 가면 왕으샤가 있는데 이 녀석을 용암에 떨어뜨리면 스타가 나온다.
7-2. 대결 으샤부대: 시작점에서 오른쪽으로 쭉 가면 으샤 3마리가 있는데 모두 처리하면 왕으샤가 나온다. 이 녀석도 처리하면 스타가 나온다.
7-3. 15개의 퍼즐과 8개의 레드코인: 쿠파 퍼즐 위의 8개의 레드코인을 모으면 클리어.
7-4. 아슬아슬 통나무굴리기: 시작점에서 오른쪽으로 가서 으샤부대 반대방향으로 가면 있는 통나무를 타고 넘어가면 스타가 있다.
7-5. 화산의 파워스타: 화산 안으로 들어가서 정면으로 쭉 올라가면 스타가 있다.
7-6. 화산 속 리프트투어: 화산 안으로 들어가서 반대방향으로 가면 리프트가 있는데 이걸 2번 탄 다음 봉 타고 올라가면 스타가 있다. 봉 타고 올라갈 때 불기둥에 닿으면 추락해 용암에 빠지니 주의!

### 8. 앗뜨거사막 (Shifting Sand Land)
입장 조건: 스타 8개 이상 + 암흑세계의 쿠파 클리어

입장 방법: 물 차있는 지하실에서 코스7 왼쪽으로 가면 웬 막다른 길이 있는 것처럼 보이지만 사실 그 벽이 코스8로 향하는 출입구다.
8-1. 거대새의 발톱: 맵에서 새가 스타를 가지고 날아가는데 기둥 4개 중 하나로 올라가서 그 스타를 터치 후 얻으면 된다.
8-2. 피라미드꼭대기에서: 피라미드 꼭대기에 있는 스타를 얻으면 클리어. 피라미드 꼭대기까지 가는 길이 좁고 가파르니 날개마리오를 이용해 올라가는게 좋다.
8-3. 거대피라미드의 내부: 피라미드 안으로 들어가서 오른쪽 길로 간 다음 꼭대기까지 올라가면 스타가 있다.
8-4. 4개의 기둥에 올라선 자: 4개의 기둥. 이 중 한 기둥은 흐르는 모래에 세워져 있으니 날개마리오로 가야한다. 올라가면 피라미드 꼭대기가 폭발하고 거기에 구멍이 생긴다. 이 안으로 들어가서 리프트를 타고 내려간 후 바위손을 쓰러뜨리면 스타가 나온다.
8-5. 날아올라 코인 8개: 땅에 있는 레드코인 4개 + 하늘에 있는 레드코인 4개를 모으면 클리어.
8-6. 거대피라미드의 수수께끼: 피라미드 꼭대기까지 가면 모래폭포가 있는데 여기 있는 코인 5개가 스페셜 포인트다. 5개를 다 모으면 모래폭포 끝지점에 스타가 나온다.

### 9. 워터랜드 (Waterland)
입장 조건: 스타 30개 이상

입장 방법: 스타를 30개 이상 모아 불바다의 쿠파가 있는 방을 해금해야한다.
2번째 쿠파코스인 '불바다의 쿠파'와 같이 있는 코스로 코스 입구가 액자가 아닌 물벽으로 이루어져 있는게 특징이다. 이 물벽이 처음에는 불바다의 쿠파 코스를 덮고 있지만 9-1단계를 깨면 물벽이 뒤로 물러나서 불바다의 쿠파 코스 입구가 드러난다.
코스는 크게 두 섹션으로 나뉘어지는데 처음에 떨어지는 곳이 호수 섹션(Lake Section), 쿠파의 잠수함이 있는 곳이 쿠파 섹션(Bowser Section)이라 할 수 있다.
9-1. 쿠파의 잠수함: 불바다의 쿠파 코스를 깨기 위해선 무조건 클리어해야하는 단계다. 쿠파 섹션으로 가서 쿠파의 잠수함 위의 스타를 얻으면 된다. 이 스타는 불바다의 쿠파를 깨고 나면 잠수함이 사라져버려 다시는 깰 수 없는 스타다.
9-2. 소용돌이속 보물상자: 호수 섹션에서 아래로 내려가면 소용돌이 근처에 상자 4개가 있는데 순서에 맞춰서 열면 스타가 나온다.
9-3. 도망친 쿠파의 레드코인: 이 단계는 9-1단계와 달리 무조건 불바다의 쿠파를 클리어하고 나서 깨야 한다. 불바다의 쿠파를 클리어하면 쿠파 섹션에서 쿠파의 잠수함은 사라지고 천장에 봉이 있는데 이 봉을 이용해서 레드코인을 모아야 한다. 만약 불바다의 쿠파를 클리어 안 하면 이 봉이 없어서 이 단계 자체가 클리어 불가능이다. 다만 DS판에서는 풍선마리오로도 클리어가 가능하다.
9-4. 쏫는 물을 뚫고 들어가라: 쿠파 섹션의 바닥에 보면 쏫는 물이 있고 파란 고리가 나오는데 이 고리를 5개 통과하면 스타가 나온다. 3-6단계와 똑같이 메탈마리오를 이용해야한다.
9-5. 만타의 선물: 호수 섹션에 만타라는 가오리가 있는데 꼬리에서 파란 고리가 나온다. 이 고리를 5개 통과하면 스타가 나온다. 근데 만타가 스타를 소용돌이 바로 위에 주니 조심!
9-6. 모자를 모아라: 쿠파 섹션에 보면 한쪽은 철망에 스타가 갇혀있고 물밖에 파란색 !박스와 초록색 !박스가 있다. 이 두 박스 다 클릭해서 메탈+투명 마리오로 변신하고 철망 너머에 있는 스타를 얻자.

### 10. 스노우맨랜드 (Snowmanland)
입장 조건: 스타 30개 이상 + 불바다의 쿠파 클리어

입장 방법: 3층 해금 후 올라가면 소금쟁이 액자(코스11)가 나오는데 거기서 오른쪽으로 가면 거울방이 나온다. 여기서 왼쪽으로 가면 거울속에는 코스4와 똑같은 액자가 있지만 현실에는 그냥 벽인데 이 벽으로 입장하면 코스10.
10-1. 왕눈사람의 이마: 코스 정중앙에 왕눈사람이 있는데 그 왕눈사람의 이마까지 올라가면 스타가 있다. 문제는 왕눈사람 얼굴 바로 앞의 다리를 건너야하는데 왕눈사람이 자기 위에 올라타는 사람은 전부 날려버린다. 날아갈 때 모자도 벗겨지므로 안 날아가게 조심해야한다. 다리에 펭귄이 있는데 펭귄이 왕눈사람의 입김을 다 막아주므로 그 펭귄 뒤에 서서 건너야 한다.
10-2. 얼음나라으샤: 코스 한편에 얼음으샤가 있는데 무찌르면 스타가 나온다.
10-3. 얼음미로 속 파워스타: 시작점에서 왼쪽에 얼음이 쌓여있는데 그 미로를 뚫고 스타를 얻자.
10-4. 차가운 얼음강물을 건너: 왕눈사람으로 올라가기 전 얼음강물이 있는데 둥둥이씨를 밟고 얼음강물을 건너가면 노란색 !박스가 2개 있다. 그중 왼쪽이 스타이다.
10-5. 등껍질타고 레드코인: 마찬가지로 얼음강물을 건너서 2개의 노란색 !박스 중 오른쪽 것을 터치하면 등껍질이 나온다. 이걸 이용해서 레드코인을 얻어야한다.
10-6. 이글루속으로: 왕눈사람 올라가는 길 옆에 보면 등껍질로만 올라갈 수 있는 경사로가 있는데 여기로 올라가면 이글루가 나온다. 여기 안으로 들어가면 스타가 있다. 투명마리오로만 얻을 수 있다.

### 11. 물바다시티 (Wet-dry World)
입장 조건: 스타 30개 이상 + 불바다의 쿠파 클리어

입장 방법: 3층으로 가는 문 해금 후 3층으로 올라가면 바로 앞에 소금쟁이 액자가 있는데 여기가 코스11.
이 코스는 물의 높이를 조절할 수 있는 맵으로 물의 높이는 총 6가지로 나뉜다. 편의상 물 높이에 따라 1~6단계로 나눈다.

1단계: 물을 다 뺀 경우

2단계: 물이 바닥에서 조금 찬 경우

3단계: 물이 중간정도 차있는 경우

4단계: 물이 중간에서 살짝 더 차있는 경우 (정확히는 땅콩리프트 높이로 차있음)

5단계: 물이 최대치에서 조금 덜 찬 경우

6단계: 물이 꽉 차있는 경우. 이 경우는 벨브로 조절 불가하다.
그리고 소금쟁이 액자에 진입할 때의 높이로 이 코스의 물 양이 조절되는데 낮게 점프하면 물이 1단계로 차있고 중간높이로 점프하면 3단계, 높이 점프하면 6단계로 차있다.
11-1. 찌릿찌릿 땅콩리프트: 물을 3단계로 맞춰서 들어가야 한다. 시작점에서 쭉 가서 물을 4단계로 맞추고 나면 한쪽에 땅콩리프트가 있는데 그걸 타고 건너가서 노란색 !박스를 터치하면 스타가 나온다. 땅콩리프트의 발판이 좁고 찌리리볼에 감전되면 떨어져 처음부터 다시 타야하니 주의.
11-2. 톱오브더시티: 물을 꽉 채워서 들어가야한다. 코스 맨 위로 올라가서 노란색 !박스를 터치하면 스타가 나온다. DS판에서는 노란색 !박스 없이 스타가 바로 있다.
11-3. 여울과 하늘의 다섯비밀: 코스 내부에 있는 5군데의 비밀장소를 찾아내면 스타가 나온다.
11-4. 서둘러 철망엘리베이터: 물을 다 빼고 들어가야한다. 물을 다 뺀 상태에서 위로 던지는 발판을 2번 이용해 올라간 다음 철망엘리베이터를 타고 재빨리 아래로 내려가서 다시 타고 올라와야한다. 이 스타가 슈퍼 마리오 64 전체에서 가장 어려운 스타 중 하나로 꼽힌다.
11-5. 다운타운의 레드코인: 물을 꽉 채워서 들어가야한다. 맵 한쪽에 보면 철망이 있는데 그 안으로 들어가 지하로 내려가면 다운타운 맵이 나온다. 여기서 레드코인 8개를 모으면 클리어.
11-6. 다운타운을 질주하라: 다운타운에 가서 투명마리오가 되어 철망 안으로 들어가면 스타가 있다.

### 12. 높고높은 마운틴 (Tall, tall Mountain)
입장 조건: 스타 30개 이상 + 불바다의 쿠파 클리어

입장 방법: 3층으로 올라가면 소금쟁이 액자가 있는데 여기서 정반대로 가면 버섯이 그려진 아주 작은 액자가 나온다. 여기가 코스12다.
이 스테이지는 낙사위험요소가 많고 모자를 뺏어가는 캐릭터가 2가지(원숭이, 강풍)나 나오니 조심해야한다.
12-1. 높고높은 산꼭대기: 산꼭대기까지 올라가면 스타가 있다.
12-2. 짓궂은 원숭이의 우리: 산꼭대기까지 올라가면 스타가 갇힌 우리가 있고 원숭이 한마리가 돌아다니는데 얘를 잡으면 원숭이가 우리를 부숴서 스타를 준다.
12-3. 초대형버섯의 레드코인: 버섯 위에 레드코인 4개 + 쪼르뚜가 있는 곳에 레드코인 4개가 있다. 스타분출대는 떨어져있는 버섯 위에 있는데 낙사안하게 주의.
12-4. 마운틴슬라이더: 산을 올라가다 강풍 부는 곳 근처에 출렁이는 바위벽이 있는데 그 안으로 들어가면 슬라이더가 있다. 이 슬라이더가 가짜길이 있고 커브가 심한데다 굴곡도 상당하니 조심해야한다.
12-5. 다리위에서 보면: 산을 올라가다 보면 !스위치가 있는데 그걸 밟고 다리로 가면 폭포 뒤에 발판블럭이 생겨있다. 그걸 밟고 폭포 뒤로 가면 스타가 있다.
12-6. 날아라 외톨이버섯: 빨간폭탄병 대포를 이용해야한다. 이 대포를 열어주는 빨간폭탄병은 중간 다리에서 떨어지면 있다. 그리고 대포까지 가는 길은 레드코인이 있는 버섯 중 하나가 대포로 가는 워프가 있는데 그걸 통해 워프해서 대포로 가야한다. 그 다음 대포를 이용해서 외톨이버섯이 있는 곳으로 가면 클리어. 빨간폭탄병을 찾는 것도 어렵고 대포까지 가는 길 자체가 매우 좁아 어렵고 대포에서 외톨이버섯에 착지하는 것은 더더욱 어렵기에 이 스타는 슈퍼 마리오 64에서 가장 어려운 스타중 하나다.

### 13. 거대꼬마아일랜드
입장 조건: 스타 30개 이상 + 불바다의 쿠파 클리어

입장 방법: 3층 소금쟁이 액자에서 왼쪽으로 가면 방이 나오고 그 안에 큰 굼바와 작은 굼바가 그려진 액자가 3개 나오는데 여기가 코스13이다.
코스 13은 특이하게 거대섬, 꼬마섬 2개로 나뉘어져 있으며 입장 방법도 2가지인데 코스13방에서 액자 3개가 있다. 정면에 있는 액자는 그냥 그림이고 왼쪽에 있는 액자는 꼬마섬으로 가는 액자며 상당히 작다. 그러나 오른쪽에 있는 액자는 거대섬으로 가는 액자며 착시 때문에 가까워보이지만 상당히 멀고 액자 또한 꽤나 크다. 거대섬과 꼬마섬은 토관으로 이동할 수 있다.
13-1. 거대뻐끔플라워: 꼬마섬으로 가야한다. 꼬마섬 시작점에서 왼쪽으로 쭉 가면 꼬마뻐끔플라워와 토관이 있는데 안으로 들어가면 거대섬으로 워프된다. 거기에 있는 거대뻐끔플라워 5마리를 처리하면 스타가 나온다.
13-2. 거대섬 꼭대기에서: 거대섬으로 가야한다. 거대섬 꼭대기까지 올라가면 노란색 !박스가 있는데 터치하면 스타가 나온다.
13-3. 엉금엉금의 복수전: 거대섬으로 가야한다. 거대섬 중턱에서 엉금엉금을 만나 달리기시합을 해서 이기면 클리어.
13-4. 꼬마섬의 다섯비밀: 꼬마섬으로 가야한다. 꼬마섬에 있는 5가지 비밀 마리오만 지나갈 수 있는 통로, 꽃충이의 레드코인이 있는 터널 입구, 빨간폭탄병 대포, 공 나오는 구멍, 맨꼭대기에 있는 연못을 찾아내면 스타가 멀리 떨어진 공중섬에 나오는데 !스위치를 밟고 가면 된다.
13-5. 꽃충이의 레드코인: 거대섬으로 가야한다. 빨간폭탄병 대포를 이용해야하는데 만약 개방 안 했으면 꼬마섬에 있는 빨간폭탄병을 만나야 한다. 대포를 타서 다리를 지나 터널 안으로 들어가면 위에는 꽃충이가 있고 레드코인이 8개 있는데 다 모으면 스타가 나온다.
13-6. 열받은 꽃충이: 꼬마섬으로 가야한다. 꼬마섬 꼭대기의 연못을 엉덩방아 찍으면 구멍이 생기고 물이 아래로 빠지는데 이 상태에서 거대섬으로 가서 꼭대기에 올라가면 마찬가지로 구멍이 있다. 안으로 들어가면 꽃충이가 물벼락 맞아 열받아서 결투신청을 하는데 머리 3번 밟으면 클리어.

### 14. 똑딱시계 (Tick Tock Clock)
입장 조건: 스타 50개 이상

입장 방법: 스타 50개 모으고 4층을 해금해 안에 들어가면 바로 앞에 괘종시계가 있는데 시계 얼굴 부분으로 들어가면 코스14다.
재밌는 것은 분침이 가리키는 숫자에 따라 코스 내부의 시계장치들이 다르게 움직인다. 분침이 12를 가리키면 시계장치들이 죄다 멈추며 1~5를 가리키면 장치들이 느리게 규칙적으로 작동, 6을 가리키면 장치들이 불규칙적으로 작동, 7~11을 가리키면 장치들이 빠르게 규칙적으로 작동한다는 것이다. 실제로 이러한 사항을 이용해서 스타를 얻어야 한다.
14-1. 우리속의 파워스타:
14-2. 바늘과 시계추:
14-3. 똑딱시계바늘위에서:
14-4. 흠흠 꼭대기 쿵쿵:
14-5. 장애물을 넘어서:
14-6. 00분의 레드코인:

### 15. 레인보우크루즈 (Rainbow Ride)
입장 조건: 스타 50개 이상

입장 방법: 4층에 올라가서 괘종시계의 오른쪽 방으로 들어가면 구멍이 나오는데 여기가 코스15다.
15-1. 무지개를 건너는 배:
15-2. 천공의 저택:
15-3. 세로미로의 레드코인:
15-4. 바람을 가르는 거대 그네:
15-5. 하늘 위 장애물경기:
15-6. 무지개 저편에:

## 평가
| 평가 |                     |
| --- | ------------------- |
| 통합 점수 통합사 점수 게임랭킹스 96.41% (22 reviews) [ 5 ] 메타크리틱 94/100 (13 reviews) [ 6 ] 평론 점수 평론사 점수 올게임 [ 7 ] 에지 10/10 [ 8 ] EGM 9.5/10 [ 9 ] 패미츠 39/40 [ 10 ] 게임 인포머 9.75/10 [ 11 ] 게임스팟 9.4/10 [ 12 ] IGN 9.8/10 [ 13 ] |                     |
| 통합 점수 |                     |
| 통합사 | 점수                |
| 게임랭킹스 | 96.41% (22 reviews) |
| 메타크리틱 | 94/100 (13 reviews) |
| 평론 점수 |                     |
| 평론사 | 점수                |
| 올게임 | [ 7 ]               |
| 에지 | 10/10               |
| EGM | 9.5/10              |
| 패미츠 | 39/40               |
| 게임 인포머 | 9.75/10             |
| 게임스팟 | 9.4/10              |
| IGN | 9.8/10              |

## 참조

### 주해
1. ↑  영어: Super Mario 64, 일본어: スーパーマリオ64